# Melania Canales Poma
Melania Canales Poma (Lucanas, Ayacucho, 1 de enero de 1969) es una lideresa indígena quechua peruana. Fue la alcaldesa del distrito ayacuchano de Lucanas entre 2011 y 2014, siendo la primera mujer indígena en ejercer dicho cargo. Ha sido presidenta de la Federación Regional de Mujeres Indígenas de Ayacucho (FEREMIA) y de la Organización Nacional de Mujeres Indígenas Andinas y Amazónicas del Perú (ONAMIAP). Ha participado en representación de las mujeres indígenas en diversas conferencias de las Naciones Unidas sobre cambio climático, así como en eventos, congresos, cumbres a nivel nacional e internacional, en los que reivindica su identidad cultural y la autonomía de los pueblos y mujeres indígenas.

## Biografía

### Estudios
Realizó la educación primaria y secundaria en Nasca, donde aprendió a hablar castellano a los ocho años.
Ha realizado sus estudios en el instituto José María Arguedas de Puquio, Lucanas, Ayacucho, donde obtuvo el título de Técnica Agropecuaria (2018-2022), en la Universidad Indígena Intercultural (UII) y en el Instituto Francisco de Victoria de la Universidad Carlos III de Madrid (UC3M) (2023).[cita requerida]

### Carrera política
Ejerció cargos de representación política a nivel comunal, regional y nacional, en organizaciones como la Federación de Mujeres y Lucanas y la Federación Regional de Mujeres Indígenas de Ayacucho.En 1995, promovió la modificación de los estatutos de la comunidad campesina de la que es originaria para que incorporase el 30% de cuota femenina.
En el periodo del 2011 al 2014, fue elegida alcaldesa del distrito de Lucanas, siendo así la primera mujer indígena que asume ese cargo. En 2022, postuló como candidata para la alcaldía del distrito de Lucanas nuevamente con el partido político Alianza por nuestro desarrollo.
Entre 2015 y 2017, asumió la presidencia de la Federación Regional de Mujeres Indígenas de Ayacucho (FEREMIA). Durante este periodo realizó proyectos que buscaban resaltar la identidad cultural de Ayacucho. El 2019, asumió el cargo de presidenta de la Organización Nacional de Mujeres Indígenas Andinas y Amazónicas del Perú (ONAMIAP), culminado el año 2022. Durante este periodo realizó una crítica a los ODS, al considerar que solo 4 de las 169 metas mencionan a los pueblos indígenas y no existe ninguna mención de la mujer indígena.
Desde febrero del 2020 ejerce el cargo de Coordinadora del Enlace Continental de Mujeres Indígenas de las Américas Región Sur- ECMIA SUR. Desde este cargo ha visibilizado las múltiples formas de discriminación, violencia y maltrato que padecen sus connacionales y saludó las acciones organizadas que despliegan en Naciones Unidas para eliminarlas.  
Gracias a su trabajo, diversas comunidades indígenas han modificado sus regulaciones internas para permitir la participación de las mujeres jóvenes y mayores en la toma de decisiones, adquisición de tierras y representación política.
Ha participado en el diseño de proyectos de titulación de tierras financiados por el Banco Interamericano de Desarrollo, abogando por una perspectiva de equidad de género para evitar la exclusión institucional de las mujeres.

### Activismo por el medio ambiente
En 2019, participó en la Conferencia de las Naciones Unidas sobre el Cambio Climático de 2019 (COP25) en Madrid, España, como parte del panel «COP25: Balance y obstáculos para enfrentar la emergencia climática».En el panel también participaron Richard O Dianna del MOCICC, Ibis Fernández de CGTP, Laura Vargas de IRI Perú, Rodrigo Sánchez de IFMSA Perú y Clemence Abbes de OXFAM.
En noviembre de 2022, participó en la COP27 en Sharm El Sheikh, Egipto, en el panel «Cambio climático: Migración y etnocidio desde la mirada de las mujeres indígenas», junto a Tarcila Rivera y Wilma Mendoza.